# Narodnoe Opolčenie (linea Bol'šaja kol'cevaja)
Narodnoe Opolčenie (in russo Народное Ополчение?) è una stazione della Metropolitana di Mosca situata sulla Linea Bol'šaja kol'cevaja. Inaugurata il 1º aprile 2021, la stazione serve il quartiere di Chorošëvo-Mnëvniki nel distretto Nord-occidentale.